# Homecoming Queen
«Homecoming Queen» es el quinto sencillo grabada por la banda de rock estadounidense Hinder, lanzado en 2005 por Universal Music Group Recordings. Dicho álbum fue el debut de la banda.

## Letra
La canción es sobre una chica que era popular y hermosa, con un gran futuro, pero, debido a toda la presión y las expectativas de poner en ella por sus compañeros, se volvió a una vida de drogas.
La canción tiene un gran parecido a "Sweet Child o' Mine" by Guns N' Roses.

## Rendimiento de la carta
La canción alcanzó el puesto número 16 en el Billboard Hot Mainstream Rock Chart, y también debutó en el # 100 en el Canadian Hot 100.

## Puesto
| Listas (2007)                             | Posición |
| ----------------------------------------- | -------- |
| Australian ARIA Physical Singles Chart    | 60       |
| Canadian Hot 100                          | 100      |
| U.S. Billboard Hot Mainstream Rock Tracks | 16       |